# Epulum Jovis
Epulum Jovis — свято у Стародавньому Римі на честь Юпітера. Урочистості відбувалися 13 листопада під час Ludi Romani та Ludi Plebeii (плебейські ігри). Три боги Капітолія — Юпітер, Юнона та Мінерва були офіційно запрошені на ці святкування. Їх статуї обмотувалися м'якими подушками (лат. Epuli) як запрошених гостей до святкового обіду.
Обличчя статуї Юпітера фарбувалося червоною фарбою як у тріумфатора.